# Stampgatan 8
Stampgatan 8 är en byggnad, som uppfördes som bostadshus, vid Stampgatan i Göteborg. Byggnaden ritades av arkitekt Adolf Wilhelm Edelswärd.

## Om fastigheten
Fastigheten har beteckningen Stampen 2:1 och uppfördes 1866. Byggnaden utvärderades 2008 av Banverket i samband med en utredning inför Västlänken. I denna skrift fastslås det att byggnaden är Ett av de få bevarade äldre husen längs Fattighusån och ett värdefullt inslag i denna miljö.
Byggnaden består av en trevånings husdel med huvudfasad mot Stampgatan och Fattighusån. Byggnaden uppfördes ursprungligen som ett bostadshus, men har under en tid även använts som kontor och förrådslokaler.
Området där byggnaden står är av högt kulturhistoriskt värde och är en del av det gröna stråket längs Vallgraven och Fattighusån som ingår i Staden inom vallgraven med parkbältet.
Edelswärd har skapat en typisk nyrenässansfasad, där entréns och fönstrens placering, den rusticerade fasaden och pilastrarna skapar en monumentalt uppbyggd fasad, i strikt symmetri. 
Brandgaveln smyckades med sin nuvarande målning inför Världsmästerskapen i friidrott 1995.

### Renovering 2020
Under 2020 satsade Fastighetskontoret 7,5 mkr på en upprustning av byggnadens fasad. Puts lagades, dekorelement återskapades och huset återfick en mer ursprunglig färgsättning på fasad och fönster. Dessutom konserverades väggmålningen från 1995.